# Удинхэ
Удинхэ́ (кит. упр. 无定河) — река в северном Китае, приток Хуанхэ.

## История
Люди селились на берегах реки Удинхэ ещё со времён позднего палеолита (культуры Хэтао, Яншао и Луншань). В V веке хуннский вождь Хэлянь Бобо основал в этих местах государство Ся. В эпоху империи Тан поэт Чэнь Тао упомянул реку Удинхэ в своих «Шэньсийских строках». В XI веке по реке прошла граница между китайской империей Сун и тангутским государством Си Ся, и регион стал ареной цзиньско-сяских войн.

## География
Река, носящая в верховьях название Хунлюхэ (红柳河), берёт своё начало в уезде Динбянь провинции Шэньси от слияния речек, стекающих с северного склона хребта Байюй. Сначала река течёт на север, попадая на территорию Внутренней Монголии, где протекает сквозь пустыню Му-Ус, а затем поворачивает на восток, вновь попадая на территорию Шэньси. В городском округе Юйлинь она течёт сквозь уезд Хэншань, затем образует южную границу района Юйян, и после впадения Юндинхэ поворачивает на юг, протекая сквозь уезды Мичжи, Суйдэ и Цинцзянь, после чего впадает в Хуанхэ.